# Moyecques
Moyecques est un petit hameau au sein de la commune de Landrethun-le-Nord dans le Pas-de-Calais dans la région Hauts-de-France.

## Toponymie
Le nom de la localité est attesté sous les formes Moykes (1203), Moike et Moieke (1286), Oist-Moieques (XIIIe siècle), Moiceque (XVIIe siècle), Moyeque (XVIIIe siècle), Moyecque (1767).

## Histoire
Il a pris son nom d'un propriétaire de terrain local, Guffridus (ou Guffroi) de Moykes, au début du XIIIe siècle. Il y avait à l'origine trois colonies nommées d'après Guffridus, toutes avec des noms flamands : Oist Moieques (Moieques-Est, le village actuel de Moyecques), Midel Moieques (maintenant le petit hameau de Mimoyecques juste à l'ouest de Moyecques) et West Moieques. Au XVIIe siècle, la seigneurie de Moyecques, est unifiée à celle de Landrethun, mouvant de Fiennes.
Aujourd'hui Moyecques est mieux connu comme le site de la forteresse de Mimoyecques, le nom moderne pour une base souterraine construite par l'Allemagne nazie pendant la Seconde Guerre mondiale pour abriter le canon V3, destiné à bombarder Londres.